# ولاية سينالوا
سينالوا (بالإسبانية: Sinaloa)‏، واسمها رسميا ولاية سينالوا الحرة وذات السيادة (بالإسبانية: Estado Libre y Soberano de Sinaloa)‏، هي إحدى ولايات المكسيك الواحدة والثلاثين. وهي مقسمة إلى 18 بلدية وعاصمتها هي مدينة كولياكان روزاليس.
تقع سينالوا في شمال غرب المكسيك. وتحدها ولايات سونورا في الشمال، وتشيواوا ودورانجو إلى الشرق (وتفصلها عنها جبال سييرا مادري الغربية) وناياريت إلى الجنوب. وتملك سينالوا ساحلا طويلا على خليج كاليفورنيا.
تغطي الولاية مساحة 57,377 كيلومتر مربع (22,153 ميل مربع)، وتشمل جزر بالميتو فيردي، بالميتو دي لا فيرخن، ألتامورا، سانتا ماريا، سالياكا، ماكابولي، سان إغناسيو. وهي معروف بكونها معقل عصابة كارتل سينالوا.
وتشمل المدن الهامة، في الولاية، بالإضافة إلى العاصمة مازاتلان ولوس موتشيس.

## توأمة
لولاية سينالوا اتفاقيات توأمة مع:
- واكاياما (20 مايو 1996 - )

## أعلام
- بولينا فلوريس
- جينارو ليون
- أمبارو أوتشوا
- جوليا بسترانا
- بيدرو أفيليس بيريز
- رودولفو فيرو
- أدان سانشيز